# 3699 Milbourn
3699 Milbourn eller 1984 UC2 är en asteroid i huvudbältet som upptäcktes den 29 oktober 1984 av den amerikanske astronomen Edward L.G. Bowell vid Anderson Mesa Station. Den är uppkallad efter Stanley William Milbourn.
Asteroiden har en diameter på ungefär 4 kilometer.